# Strymon affinis
Strymon affinis är en fjärilsart som beskrevs av Otto Staudinger. Strymon affinis ingår i släktet Strymon och familjen juvelvingar. Inga underarter finns listade i Catalogue of Life.